# Isabella de’ Medici

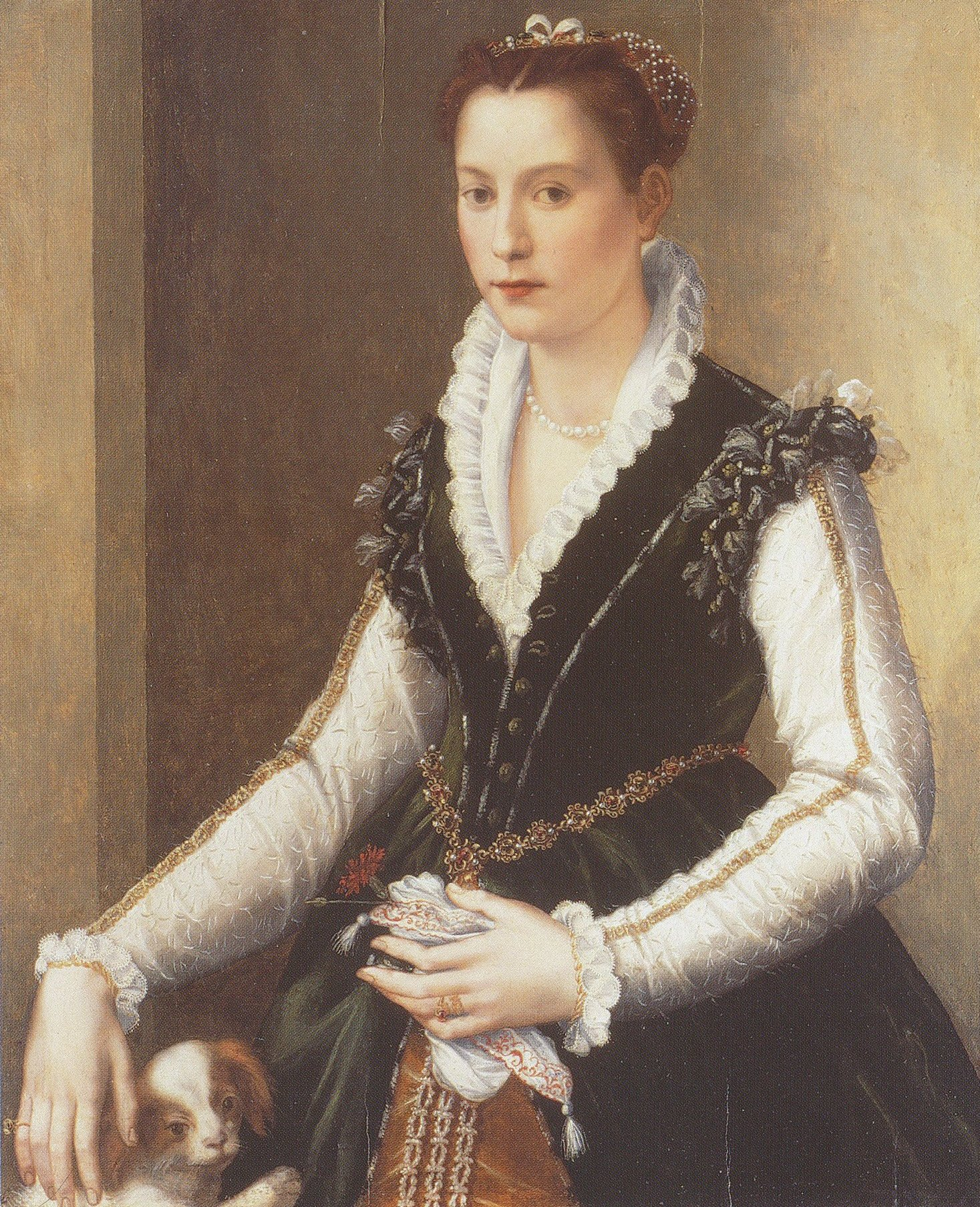
Porträt der Isabella de’ Medici von Alessandro Allori

Isabella Romola de’ Medici (* 31. August 1542 in Florenz; † 16. Juli 1576 in Cerreto Guidi) war das dritte von elf Kindern und die zweitälteste Tochter von Cosimo I. de’ Medici, dem ersten Großherzog der Toskana, und seiner ersten Gattin Eleonora Álvarez de Toledo y Osorio.

## Frühe Jahre und Heirat

Isabella de’ Medici im Alter von 11 Jahren. Verlobungsporträt von Agnolo Bronzino (?), Nationalmuseum, Stockholm

Die lebhafte, schöne und eigenwillige Prinzessin erfuhr eine intensive Ausbildung in der lateinischen Sprache und der Musik, die sie auf ihre spätere Rolle als Ehefrau eines hochadligen Gatten vorbereiten sollte. Im Alter von 11 Jahren wurde sie durch den am 11. Juli 1553 in Rom unterzeichneten Ehevertrag mit Paolo Giordano Orsini verlobt. Der Ehemann gehörte zur weitverzweigten Familie Orsini, die ihre Besitzungen im Norden und Osten des zentralen Gebietes des Kirchenstaates hatte, nämlich in den päpstlichen Provinzen Patrimonio und Sabina, die heute zur Region Lazio gehören. Der zwölfjährige Verlobte war Mitglied der Linie Bracciano, welche u. a. noch Cerveteri, Anguillara, Trevignano, Cantalupo und Vicovaro besaß. Als Feudalherr war Paolo Giordano schon um 1545 seinem verstorbenen Vater Girolamo nachgefolgt. Am 28. Januar 1556 wurde in Florenz die Hochzeit im kleinen Kreise begangen, weil der Bräutigam im Heer von Papst Paul IV. gegen die spanischen Truppen des Königreichs Neapel zu kämpfen hatte, die vom berühmten Feldherrn Fernando Álvarez de Toledo, Herzog von Alba (de Tormes), befehligt wurden.
Nach dem für den Papst unglücklichen Kriege begaben sich die Ehegatten nach Florenz, um dort im Palazzo Medici zu wohnen. Zu ihren Ehren wurden sogar zwei höfische Musikstücke komponiert. Um den Bräutigam in dieser dritten Ehe zwischen Mitgliedern der Familien Orsini und Medici rangmäßig zu erhöhen, erhob der neue Papst Pius IV. im Jahre 1560 das Gebiet von Bracciano mit den zugehörigen Gemeinden zum Herzogtum und Paolo Giordano zum ersten Herzog. In der Hauptstadt seines eigenen Herrschaftsgebietes ließ er die mächtige Burganlage ausbauen.

## Repräsentation und Eheleben

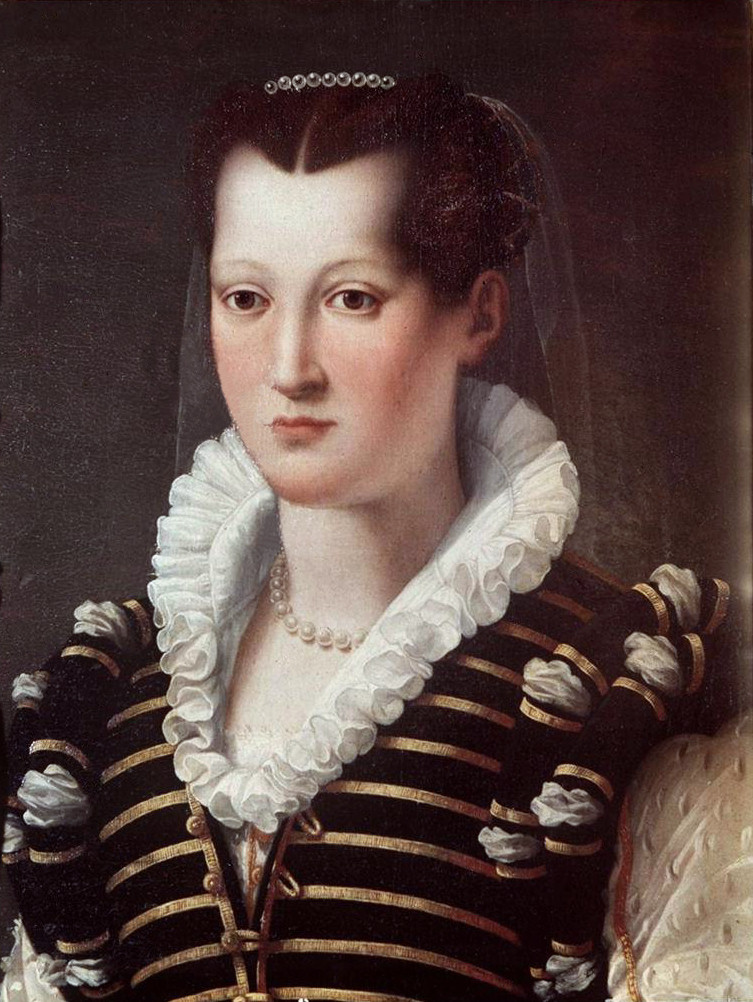
Isabella de’ Medici (?), gemalt von Alessandro Allori, Uffizien, Florenz

Nachdem ihre Schwestern Maria und Lucrezia sowie ihre Mutter Eleonora zwischen 1559 und 1562 gestorben waren, wurde Isabella durch ihren Vater Cosimo die Rolle der ersten Dame im späteren Großherzogtum Toskana übertragen, die sie anschließend bei offiziellen Anlässen wie Empfängen von Botschaftern wahrnahm. Ihr älterer Bruder Francesco hatte dieser Regelung zugestimmt. Im Jahre 1565 begrüßte Isabella in dieser Funktion die neue Gattin ihres Bruders, Johanna von Österreich, Tochter von Kaiser Ferdinand I. Zwischen den Frauen entwickelte sich ein freundschaftliches Verhältnis. Als Cosimo I. am 18. Februar 1570 in Rom durch Papst Pius V. zum Großherzog gekrönt wurde, begleitete ihn Isabella und nahm ihrem Rang entsprechend an dieser Zeremonie teil.

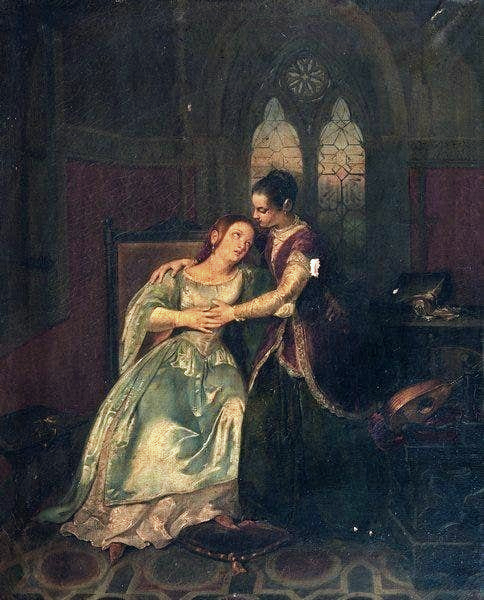
Isabella de’ Medici von Vincenzo Petrocelli (1823–1896)

Im Zusammenhang mit der Heirat Francescos hatte der Vater bereits 1565 seiner Tochter und ihrem Gatten als Aufenthaltsort in der Nähe von Florenz die Villa Poggio Imperiale zugewiesen, die zu diesem Zwecke neu eingerichtet wurde. In Florenz gewährte Isabella andererseits Personen Zuflucht, die sich mit dem Papst überworfen hatten, darunter dessen eigener Neffe. Nach mehreren Fehlgeburten gebar sie im März 1571 ihre Tochter Francesca Eleonora (genannt Nora). Diese heiratete später Alessandro Sforza, erster Herzog von Segni, und starb am 17. Dezember 1634. Im September 1572 brachte Isabella ihren einzigen Sohn Virginio zur Welt, der mit seiner Geburt Marchese von Anguillara war und später zweiter Herzog von Bracciano wurde. Er starb am 9. September 1615.
Ihre Rolle im Staatsleben brachte Isabella die Verehrung seitens der gelehrten Welt in Florenz ein. Werke der Dichtung und Musik wurden ihr gewidmet, und sie selbst engagierte sich als Förderin von Künstlern, unter ihnen Maddalena Casulana, eine Komponistin von Madrigalen. Ihre Verehrer verglichen sie mit Minerva und der heiligen Katharina von Alexandria. Eine Tätigkeit als Künstlerin ist für Isabella nur in einem Falle überliefert, nämlich als Schöpferin einer Komposition für Laute.

## Tod und Legende
Um Isabellas Tod am 16. Juli 1576 rankt sich das schon wenige Zeit danach entstandene Gerücht, sie sei von ihrem Gatten eigenhändig erdrosselt worden. Ungedruckte Manuskripte und literarische Werke verbreiteten diese Geschichte in ganz Europa. Robert Merle wurde 1991 von der Legende um Isabella de’ Medici und Paolo Giordano Orsini zu seinem historischen Roman „Das Idol“ angeregt. Bereits im Jahre 1611 wurde in London darüber ein Theaterstück aufgeführt, und Alexandre Dumas veröffentlichte 1851 in Paris eine Kriminalgeschichte. Zwei Motive speisten das Gerücht, nämlich die angebliche Liebesbeziehung Isabellas mit ihrem angeheirateten weitläufigen Verwandten Troilo Orsini aus der Familienlinie von Monterotondo und die tatsächliche Affäre ihres Gatten mit Vittoria Accoramboni, der Tochter eines Patriziers aus dem umbrischen Gubbio und einer römischen Adligen. Troilo, der als Botschafter für die Toskana und Frankreich tätig war, wurde am 1. Dezember 1577 in Paris ermordet. Andererseits soll Paolo Giordano seine angebliche Tat mit Billigung von Isabellas Bruder Francesco, des zweiten Großherzogs, verübt haben.
Die Korrespondenz zwischen Isabella und Paolo Giordano erweist dagegen ihr vertrauensvolles Verhältnis und bezeugt vor allen Dingen eine längere Krankheit, an der sie verstarb. In dieses Geschehen Uneingeweihte und politische Gegner der Medici sind als Erfinder der Legende anzusehen, die durch einen späteren Vorgang in Rom Nahrung erhielt: Hier heiratete am 10. April 1585 Paolo Giordano seine Geliebte Vittoria, nachdem er deren ersten Gatten, Francesco Mignucci Peretti, hatte ermorden lassen. Da diese Heirat erst neun Jahre nach Isabellas Tod erfolgte, kann sie jedoch in keiner direkten Verbindung mit ihm stehen. Am 24. April desselben Jahres 1585 wurde aber Sixtus V., der Onkel des Ermordeten, zum neuen Papst gewählt. Daraufhin flohen Paolo Giordano und Vittoria auf venezianisches Gebiet, verfolgt von der Rache des Papstes. Der Herzog wurde am 13. November 1585 in Salò am Gardasee ermordet, Vittoria am 22. Dezember in Padua, und zwar von Ludovico Orsini, einem nahen Verwandten Troilos, der deswegen in Venedig hingerichtet wurde. Mit Isabellas Tod hatten diese späteren Ereignisse jedoch nichts zu tun. Dessen natürliche Ursache wurde schon 1781 in einem Werk über die Geschichte des Großherzogtums Toskana angesprochen.